# Dubai-chokolade
Dubai-chokolade er en chokoladebar lavet af mælkechokolade med fyld af pistaciecreme, tahin og kadayif, som er en wienerbrødsdej-lignende mellemøstlig specialitet. 
Chokoladen blev pludselig meget populær først i Dubai og siden i mange andre lande inklusive Danmark, efter at en influencer i Dubai gjorde reklame for den. Derefter spredte Dubai-chokolade-hypen sig viralt via forskellige sociale medier, først og fremmest TikTok. I Weekendavisen blev den i februar 2025 omtalt som "verdens mest hypede chokolade".
Dubai-chokoladebarerne sælges typisk ret dyrt. En enkelt bar kan således koste op mod 350 kr. i danske supermarkeder.

## Historie
En britisk-egyptisk forretningskvinde grundlagde chokolademærket Fix Dessert Chocolatier  i Dubai og lancerede Dubai-chokoladen i 2021. I slutningen af 2023 lagde influenceren Maria Vehera, også fra Dubai, en video op på TikTok, hvor hun spiste af chokoladen. Videoen har siden fået mere end 87 millioner visninger (pr. februar 2025) og angives som afgørende for, at Dubai-chokoladens popularitet spredte sig til Europa.

## Hypede madvarer
Dubai-chokoladens pludselige internetbårne popularitet er blevet sammenlignet med andre fødevarer, der meget hurtigt har udviklet sig til en populær trend, efter at de er blevet promoveret af influencere. I sommeren 2023 blev en læskedrik ved navn Prime således med ét meget populær i Danmark, men få måneder senere solgte den igen næsten ingenting.
Ifølge Hannibal Hoff, videnschef i Madkulturen under Ministeriet for Fødevarer, Landbrug og Fiskeri, er det en kombination af Dubai-chokoladens nyhedsværdi, eksotiske oprindelse, eksklusivitet og lækre visuelle elementer, der har gjort den til en ny madtrend. Han sammenlignede også trenden med andre madfænomener, der har bredt sig pludseligt via de sociale medier siden omkring 2010, eksempelvis avokado-maden.